# Svědectví

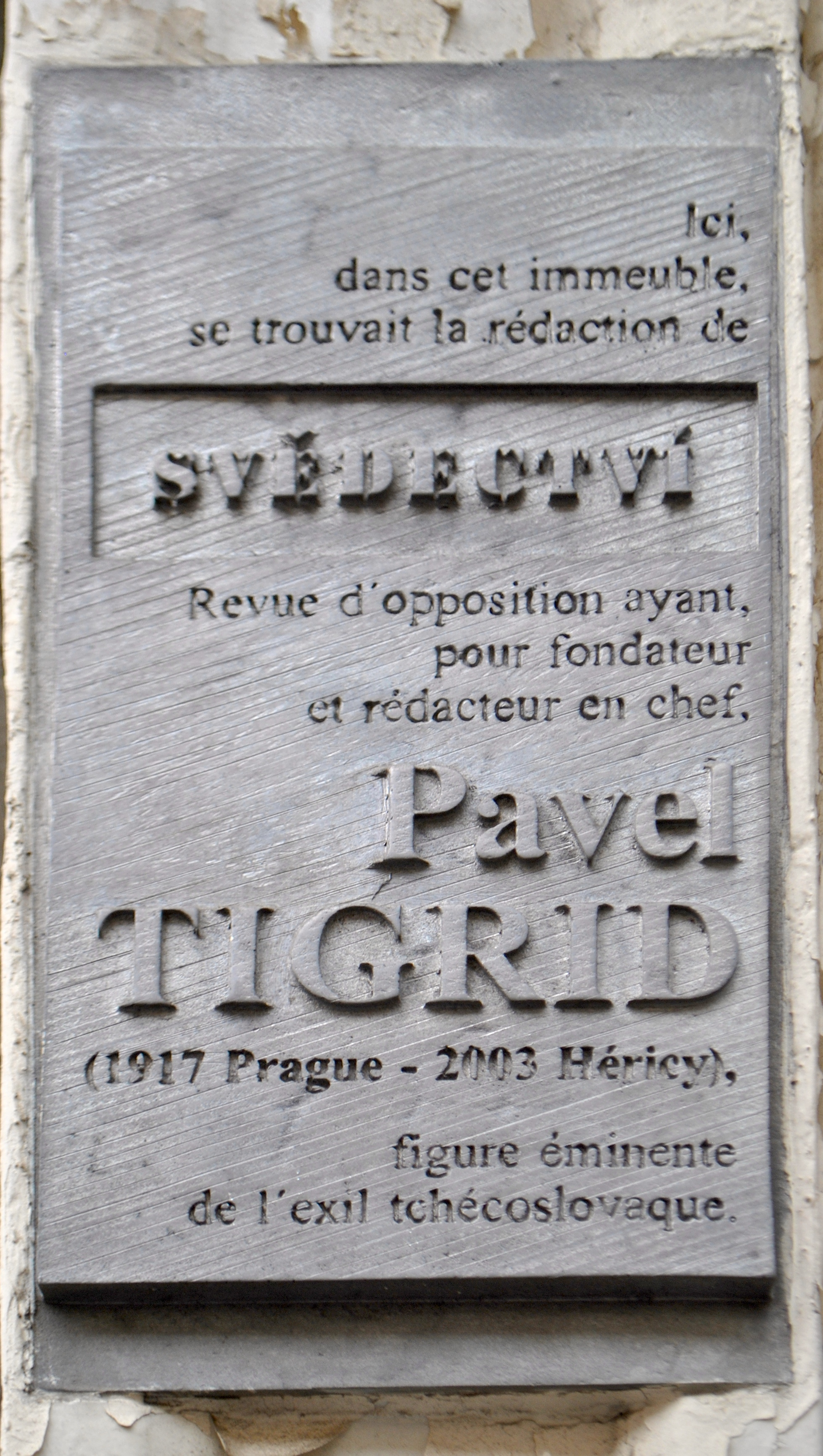
Plaque à la mémoire de la revue Svědectví et de son fondateur Pavel Tigrid, à Paris

Svědectví (Témoignage en tchèque) a été une revue de l'exil tchécoslovaque crée par Pavel Tigrid en 1956 et publiée jusqu'à 1992.

## Histoire
Installé aux États-Unis depuis 1952, l'écrivain, journaliste et éditeur Pavel Tigrid, ancien collaborateur de Radio Europe Libre, crée en 1956 la revue trimestrielle Témoignage. La publication est consacrée à des sujets de culture et politique et elle acquiert un grand prestige parmi les dissidents et exilés de la Tchécoslovaquie communiste. La ligne éditoriale est fort critique du régime communiste tchécoslovaque, notamment de l'autoritarisme et de la domination soviétique sur les pays d'Europe centrale. La revue publie des textes d'auteurs tchécoslovaques comme Jan Patočka et Václav Havel, mais aussi d'auteurs étrangers comme Zbigniew Brzeziński et George Kennan.
Au départ, la revue a son siège à New York. Avec le déménagement de Tigrid à Paris, le siège de la revue déménage avec lui et Témoignage s’insère ainsi dans le milieu des dissidents de l'Est en France et joue un rôle similaire a celui de Kultura pour l'exil polonais. Avec l'effondrement du régime communiste tchécoslovaque, le siège de la revue déménage à Prague en 1990. En 1992, après 93 numéros, la revue touche à sa fin.
Actuellement, une plaque en mémoire de la revue et de son fondateur se trouve au numéro 30 rue Croix-des-Petits-Champs, dans le premier arrondissement de Paris. Elle a été posée en 2004, et dévoilée par Vaclav Havel et Bertrand Delanoë, alors maire de Paris
.